# St-Germain (Saint-Germain-Village)

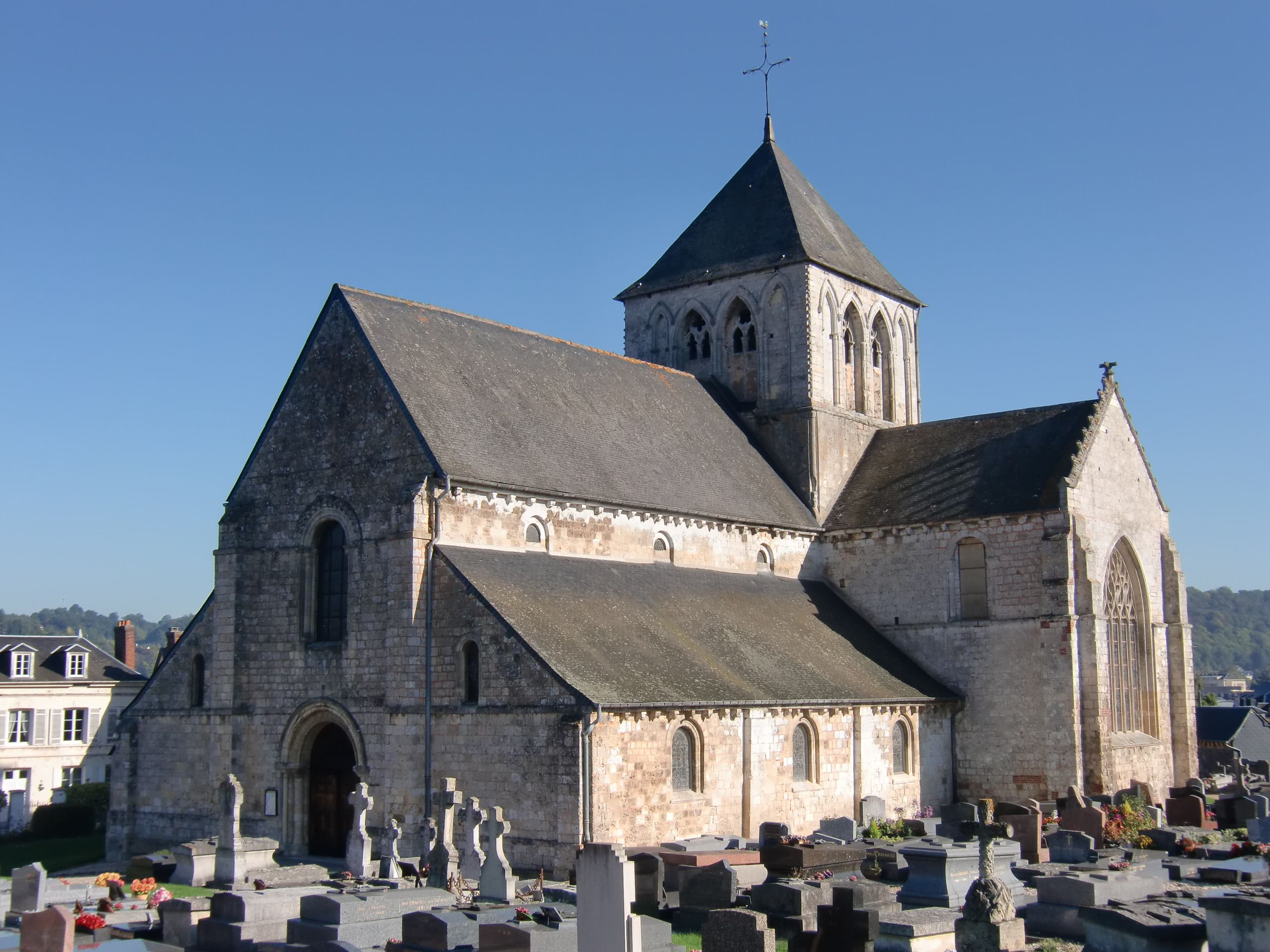
St-Germain in Saint-Germain-Village

Die römisch-katholische Kirche St-Germain in Saint-Germain-Village, einem Ortsteil der französischen Gemeinde Pont-Audemer im Département Eure in der Region Normandie, wurde im 11. Jahrhundert errichtet. Die romanische Kirche, umgeben von einem Friedhof, ist seit 1886 ein geschütztes Baudenkmal (Monument historique).

## Beschreibung
Die dem heiligen Germanus von Auxerre geweihte Kirche unterstand lange Zeit der Benediktinerabtei Saint-Pierre le Préaux. Die Kirche bestand ursprünglich aus einem sechsjochigen Hauptschiff mit Seitenschiffen, einem Querhaus mit einem quadratischen Turm über der Vierung, aus einem zweijochigen Chor und Apsidiolen. Zur Zeit der Restauration verkürzte man das Mittelschiff auf drei Joche. Die Westfassade wurde um 1900 unter Verwendung von Teilen des alten Mittelschiffs und des Portals erneuert. Das heutige Mittelschiff besitzt unprofilierte, doppelt gestufte Arkaden, die auf Halbsäulen ruhen, die über Pilaster mit rechteckigen, gemauerten Pfeilern verbunden sind. Ein Band begleitet die Obergadenfenster, die von einem doppelt gestuften Rundbogen gerahmt sind. Alle Schiffe sind flach gedeckt. Das Querhaus besitzt Obergadenfenster mit eingestellten Säulen. Der fensterlose Vierungsturm ruht auf vier doppelt gestuften Rundbögen, die von Säulenbündeln getragen werden. An der Nordwestecke befindet sich ein schmaler Treppenturm. Die Ecken des Turmes sind im Untergeschoss durch eingestellte Säulen abgerundet. Das Obergeschoss entstand im 14. Jahrhundert, es ist mit Arkaden auf Säulen geschmückt.